# قشلاق اوچ دره عباس
قشلاق اوچ دره عباس یک روستا در ایران است که در استان اردبیل واقع شده‌است.